# Billy Arnold
Billy Arnold (Chicago, 16 december 1905 – Oklahoma City, 10 november 1976) was een Amerikaans autocoureur. Hij won de Indianapolis 500 in 1930.

## Carrière
Billy Arnold reed tussen 1928 en 1932 de Indianapolis 500 vijf keer op rij. Bij zijn twee eerste deelnames in 1928 en 1929 finishte hij respectievelijk op de zevende en achtste plaats. Tijdens de race van 1930 vertrok hij vanaf poleposition en reed 198 van de 200 ronden aan de leiding en won de race, waarmee hij recordhouder is van meest gereden ronden aan de leiding tijdens een Indy 500. Hij won dat jaar naast de Indy 500 nog twee andere races uit het American Automobile Association kampioenschap en hij won zo de titel dat jaar. Bij zijn laatste twee Indy 500 deelnames in 1931 en 1932 gaf hij op na een crash. Hij overleed in 1976 in Oklahoma City op 70-jarige leeftijd.